# Natal'ja Sergeevna Šeremetevskaja
Natal'ja Sergeevna Šeremetevskaja, contessa Brasova (conosciuta anche come Natalia Šeremetevskaja-Romanovskaja; in russo Княгиня Наталья Брасова o Наталья Сергеевна Шереметевская?) (Mosca, 27 giugno 1880 – Parigi, 26 gennaio 1952), è stata una nobildonna russa, nata borghese, Natalia divenne parte della famiglia imperiale dei Romanov.

## Biografia
Natal'ja, o Natasha per gli amici, era la più giovane delle tre figlie di un avvocato moscovita, Sergej Aleksandrovič Šeremetevskij, e di sua moglie, Julia Vjačeslavovna Sventitskaja. Era nata in una dacia estiva in affitto a Perovo, alla periferia di Mosca. Suo padre era un tempo deputato alla Duma della città di Mosca e amministratore della Scuola Cittadina Arbat. Nel primo anno della sua vita, Natal'ja e la sua famiglia vivevano in un appartamento in affitto vicino al Cremlino di Mosca. Il loro padrone di casa, il ricco industriale Alekseij Chludov, era anche il padrino di Natal'ja. Dal 1893, la famiglia visse in una serie di appartamenti in affitto fino a quando Natal'ja non si sposò. Studiò in una scuola privata e da una governante francese alle dipendenze di suo padre.

### Matrimoni

#### Primo matrimonio

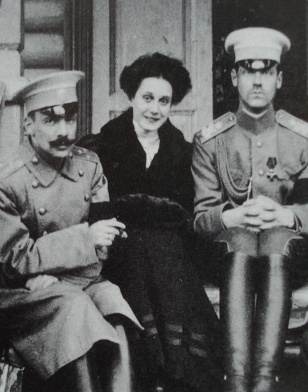
Natal'ja Wulfert (a sinistra) eil granduca Michail Aleksandrovič di Russia (a destra)

Nel 1902 sposò Sergej Ivanovič Mamontov (1º ottobre 1877-30 dicembre 1939), nipote di Savva Ivanovič Mamontov, suonatore di piano come accompagnatore alla prove per l'Opera Mamontov ed in seguito al Teatro Bol'šoj. Grazie ai contatti del suo primo marito, Natal'ja strinse amicizia con noti musicisti come Sergei Rachmaninoff e Feodor Chaliapin.
La coppia ebbe una figlia:
- Natal'ja "Tata" (2 giugno 1903-1969), che sposò in prime nozze Val Gielgud, in seconde nozze Cecil Gray, con cui ebbe una figlia, e in terze nozze Michael Majolier, con cui ebbe una figlia[6].

Sergej balbettava ed era di indole ritirata, ma Natal'ja desiderava socializzare. Trovandolo socialmente noioso, iniziò a uscire non accompagnata dal marito. La legge russa sul divorzio seguiva gli insegnamenti della Chiesa ortodossa, e in pratica il divorzio era possibile solo nei casi di adulterio in cui il marito era il colpevole. Nel 1905, Sergej acconsentì al divorzio e ad agire nel procedimento come se fosse il partner infedele.

#### Secondo matrimonio
Natal'ja e il rittmeister (capitano) Vladimir Wulfert si conoscevano da bambini, ma si innamorarono solo dopo essersi riuniti a Mosca quando Wulfert era in licenza. Era un ufficiale dell'esercito che prestava servizio nel reggimento di corazzieri della Guardia di Vita dell'Imperatrice madre, noto come Corazzieri Blu per il colore delle loro uniformi, di stanza a Gatčina.
All'inizio di dicembre 1907, Natal'ja fu presentata a uno dei colleghi ufficiali di suo marito: il granduca Michail Aleksandrovič di Russia, fratello dello zar Nicola II. Il mese successivo, si incontrarono di nuovo al Ballo Reggimentale Invernale. Da quel momento in poi, iniziarono a vedersi regolarmente, anche se Michail era sempre attento a includere Wulfert nelle sue lettere e inviti, almeno fino all'ottobre 1908, e utilizzava la forma formale di "tu" piuttosto che familiare. Le voci sulla loro relazione si diffusero nel reggimento, e Wulfert ne risentì. Michail iniziò a inviare le sue lettere segrete a un indirizzo postale separato, e Wulfert divenne fisicamente violento, poiché Natal'ja si rifiutava di condividere il suo letto. Nel luglio 1909, in una lettera, accusò il marito di stupro. Fece le valigie e con la figlia, un'anziana cugina e due cameriere, lasciò Wulfert per una vacanza in Svizzera. Sia Michail che Wulfert si presentarono alla stazione dei treni per salutarla, e Wulfert fece una scena accusandola ad alta voce di averlo rovinato.
Attraverso il barone Frederiks, il ministro della corte, Michail cercò di comprare Wulfert offrendogli un posto a Mosca come aiutante di campo del principe Odoevskij-Maslov al Cremlino. Wulfert minacciò di suicidarsi se Natal'ja non fosse tornata da lui, e poi sfidò Michail a duello. Nicola II intervenne e trasferì Michail a Orël. Nell'agosto 1909, Michail andò in Danimarca con sua madre e fece in modo che Natal'ja lo incontrasse lì all'insaputa della madre.

#### Amante reale
Wulfert accettò il posto al Cremlino, con uno stipendio più alto, e Natal'ja lo seguì a Mosca per vivere temporaneamente in un hotel di fronte al Cremlino. A novembre viveva in un appartamento di 8 stanze al 36 di via Pietroburgo, pagato da Michail, dove la visitava circa 3 volte al mese da Orël.

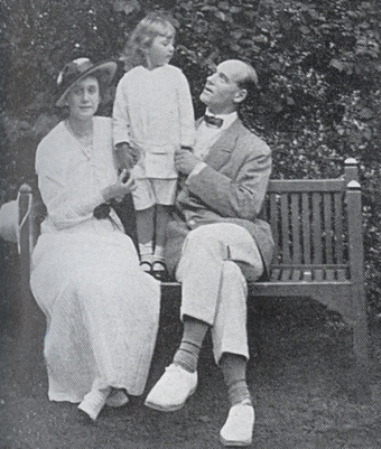
Natal'ja e Michail con il loro figlio

Nel dicembre 1909 Natal'ja rimase incinta. Temendo che suo marito tentasse di reclamare il bambino e di portarglielo via, il suo desiderio di divorzio si fece più forte. Alla fine, dopo lunghe trattative e un sostanzioso compenso, Wulfert accettò il divorzio con la scusa di essere stato infedele. La richiesta di divorzio di Natal'ja fu presentata al tribunale ecclesiastico del concistoro di Mosca il 19 febbraio 1910. Quando diede alla luce un figlio il 24 luglio 1910, il bambino era legalmente di Wulfert. Il bambino venne battezzato con il nome di Georgij in onore del defunto fratello di Michail. Si diceva che Wulfert fosse stato comprato con una tangente di 200.000 rubli, e la data del loro divorzio era retrodatata, così che Georgij fu riconosciuto come figlio illegittimo di Natal'ja, sebbene ereditasse il suo status di nobile, piuttosto che figlio legittimo di Wulfert.
Nel maggio 1911, Nicola II concesse a Natal'ja il cognome "Brasova" e il diritto di vivere nella tenuta di Michail a Brasovo, a 110 km dal suo incarico a Orël. Michail, Natal'ja e i suoi due figli si trasferirono lì immediatamente. Entro la fine dell'anno, a Michail fu assegnato un comando a San Pietroburgo e si trasferirono nella capitale. Viveva ufficialmente nei quartieri del reggimento mentre pagava per lei un appartamento di 28 stanze al 16 della Prospettiva Liteyny. Si sentiva intrappolata nell'appartamento, temeva che le sue lettere venissero aperte e che fosse ostracizzata dalla società. Dopo alcuni mesi, Michail la trasferì in una villa al 24 della Nikolaevskaja, più vicino alla sua base al Palazzo di Gatčina.

#### Terzo matrimonio
Nel settembre 1912, Michail e Natal'ja trascorsero una vacanza all'estero e, come al solito, furono seguiti dall'Ochrana. A Berlino, Michail annunciò che lui e Natal'ja sarebbero andati a Cannes e incaricò il suo staff di seguirlo in treno. L'Ochrana aveva ricevuto istruzioni di seguirlo in treno anziché in macchina, quindi la coppia non sarebbe stata accompagnata nel suo viaggio verso sud. Il viaggio di Michail era uno stratagemma deliberato. Sulla strada per Cannes, la coppia si diresse a Vienna, dove si sposarono il 16 ottobre 1912 da padre Misitsch presso la chiesa serbo-ortodossa di San Sava. Pochi giorni dopo, dopo aver viaggiato attraverso Venezia e Milano, arrivarono a Cannes, dove raggiunsero il figlio e la figlia di Natal'ja avuta dal suo primo matrimonio. Due settimane dopo il matrimonio, Michail scrisse a sua madre e suo fratello per informarli.
A Natal'ja non fu concesso il titolo di "granduchessa" ma il titolo di contessa Brasova. Per questa azione lei e Michail vennero esclusi dalla successione imperiale.
Per sei mesi hanno soggiornato in alberghi in Francia e Svizzera senza alcuna diminuzione del loro tenore di vita. Sono stati visitati dalla sorella di Michail, la Granduchessa Ksenija e dal cugino, il Granduca Andrej. Nel luglio 1913, videro la madre di Michail a Londra, che disse a Natal'ja "alcune verità familiari", secondo il diario di Ksenija. Dopo un altro viaggio nell'Europa continentale, Michail prese in affitto Knebworth House, una casa signorile con personale e ammobiliata a 20 miglia a nord di Londra. Le finanze di Michail furono messe a dura prova poiché doveva fare affidamento sulle somme inviate dalla Russia da Nicola, che controllava ancora tutte le sue proprietà e beni.

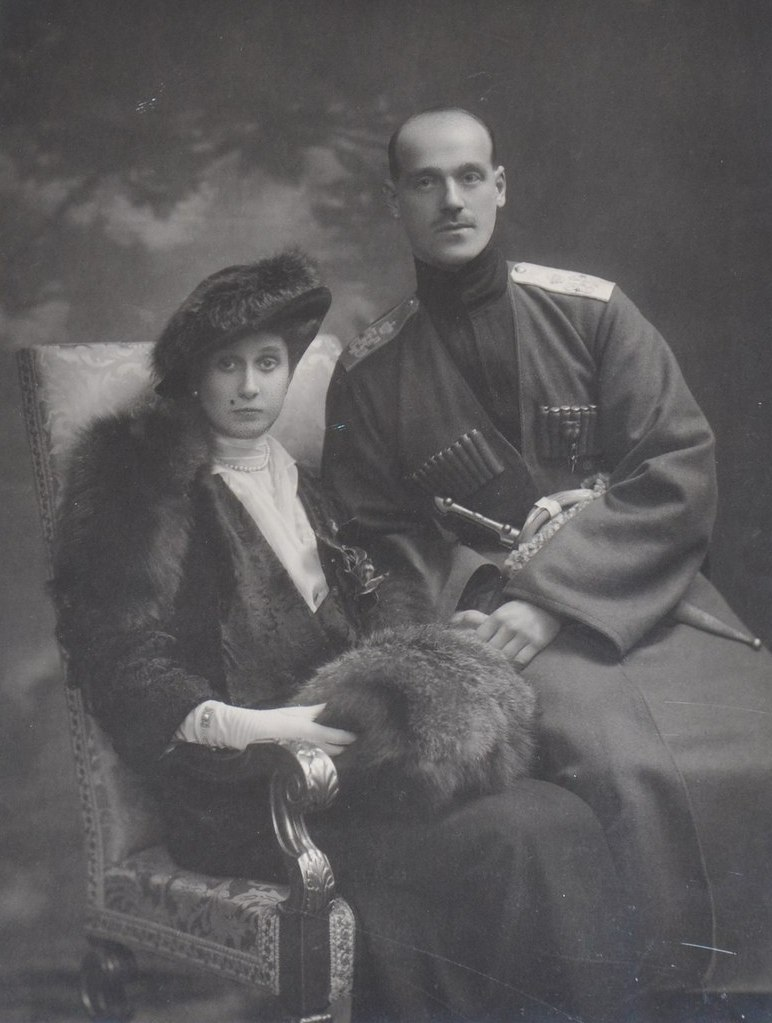
Natal'ja e Michail

### Prima guerra mondiale
Allo scoppio della prima guerra mondiale, Michail richiese a Nicola il permesso di ritornare in patria ed essere reintegrato nell'esercito, accompagnato dalla moglie e dai bambini. Egli ritornò a casa nella carica di generale russo, conducendo la Divisione Selvaggi in russo Дикая Дивизия?, formata da Ceceni e Daghestani. Si ritiene che questa relativamente bassa posizione all'interno dell'esercito sia stata una forma di punizione dello Zar per il matrimonio del fratello. Michail in ogni caso guadagnò il più alto onore militare, la Croce di San Giorgio. Egli, a differenza di Nicola II, era un leader militare piuttosto popolare.
Come ci si aspettava dalle donne della famiglia imperiale, Natal'ja fondò due ospedali, uno a Gatčina e uno a San Pietroburgo, in una proprietà di Michail. Nel gennaio 1915 sua sorella Ol'ga morì a Mosca, e lei andò lì per il funerale. Nel suo hotel a Mosca, ricevette la visita del cugino di suo marito, il granduca Dmitrij Pavlovič di Russia, che si dichiarò innamorato di lei. Dmitrij aveva la reputazione di dongiovanni, e Natal'ja, sebbene lusingata, lo rifiutò e raccontò a suo marito dell'incontro. Appena otto settimane dopo, morì anche sua sorella maggiore Vera.
Nel marzo 1915, Nicola II accettò di legittimare Georgij e di concedergli il titolo di conte Brasov, sebbene Georgij non avesse rivendicazioni al trono. La cerchia sociale di Natal'ja si espanse man mano che le persone cominciavano ad accettarla. Quando la guerra iniziò ad andare male per i russi, Natal'ja rimase costernata dal cambiamento nell'aspetto di Michail. Michael era "profondamente turbato" dalle critiche di Natal'ja alla sua decisione di essere in prima linea nella guerra. Le scrisse, "il momento attuale è così difficile per la Russia che la mia coscienza non poteva permettere a me di non entrare a far parte del servizio in prima linea - e sono convinto di averlo fatto, di averti portato anche qualcosa di buono in termini di opinione pubblica, che, purtroppo, non possiamo ignorare del tutto".
La cerchia sociale di Natal'ja si allargò fino a includere deputati della Duma, e fu percepita come una liberale che sosteneva una monarchia costituzionale piuttosto che l'autocrazia dello zar. La zarina, Aleksandra, temeva persino che Natal'ja stesse cospirando per rendere Michail imperatore. La zarina e l'imperatrice madre non accettavano ancora Natal'ja. Un suo ritratto in un ospedale di Kiev che aveva finanziato con i suoi soldi fu nascosto dal personale dell'ospedale durante una visita dell'Imperatrice madre, e Aleksandra fece una mostra di fotografie di Michail e Natal'ja autorizzate dalla polizia imperiale. Natal'ja era depressa per le critiche e per la sua separazione da Michail, che era ancora al fronte. Nel settembre 1916, si riunirono a Mogilev e trascorsero del tempo insieme, finché Michail si ammalò di ulcera. Si sono trasferiti in Crimea per il recupero di Michail. Il Natale del 1916 fu trascorso in famiglia a Brasovo, dove la figlia di Natal'ja fu "entusiasta fino al midollo" nel sentire che Dimitrij aveva aiutato a uccidere Rasputin.

### Rivoluzione
Nel marzo 1917, dopo l'abdicazione di Nicola in suo favore, il granduca Michail rifiutò di succedere al fratello sul trono degli zar finché questo non venisse ratificato dalla volontà popolare. Il Granduca e la sua famiglia vennero inizialmente messi agli arresti domiciliari a Gatčina.
Nel settembre 1917 gli arresti domiciliari furono revocati. Alla fine del mese successivo il Primo Ministro, Aleksandr Kerenskij, fu deposto nella Rivoluzione d'ottobre e i bolscevichi presero il potere. Con un permesso di viaggio rilasciato da Peter Polotsov, un ex collega dell'esercito di Michail che deteneva un comando a San Pietroburgo, la famiglia prevedeva di trasferirsi in Finlandia. Gli oggetti di valore furono imballati e i bambini furono trasferiti in una tenuta a sud di Gatčina di proprietà di Vladimir Dmitrievič Nabokov, padre del famoso scrittore, Vladimir Vladimirovič Nabokov. I bolscevichi scoprirono il loro piano e la loro fuga fu bloccata. I bambini tornarono a Gatčina e furono di nuovo agli arresti domiciliari. Natal'ja riuscì ad ottenere l'accesso alla sua cassetta di sicurezza, sostenendo che aveva bisogno di esaminare alcuni documenti in banca, e così recuperò quanti più gioielli poteva nascondere senza destare sospetti. Gli arresti domiciliari furono revocati a novembre, ma il 7 marzo 1918 Michail e Nicholas Johnson - che era stato il suo segretario dal dicembre 1912 - furono nuovamente arrestati per ordine di Moisej Urickij. Furono imprigionati nel quartier generale bolscevico nell'Istituto Smol'nyj.
Natal'ja visitò Michail i due giorni successivi, l'8 e il 9 marzo 1918, con la loro amica principessa Putjatina. Il 9 marzo, fece irruzione nell'ufficio di Lenin, che era nello stesso edificio, per protestare con lui. In serata, il Consiglio dei commissari del popolo decise di mandare Michail e Johnson in esilio. L'11 marzo furono inviati nella remota città di Perm'.
Preoccupata per la sicurezza di tutta la sua famiglia, Natal'ja fece progetti per portare i bambini all'estero. Con l'aiuto dell'ambasciata danese, che era accanto all'appartamento della principessa Putjatina, Georgij fu portato fuori dal paese in Danimarca dalla sua tata, la signorina Neame. I danesi estesero la protezione diplomatica alla villa di Gatchina fingendo di affittarla e sventolando la bandiera danese sulla casa. Natal'ja voleva raggiungere Michail a Perm', e dopo ripetute suppliche ricevette un permesso di viaggio per raggiungerlo. Trascorsero insieme circa una settimana, finché un esercito di cechi avanzò sulla città. Per evitare la minaccia dei cechi, che si erano uniti all'armata bianca, che combatteva contro i bolscevichi, temendo che sarebbe rimasta intrappolata a Perm', il 18 maggio partì per Mosca.
A Mosca, Natal'ja ha continuato a tormentare i commissari bolscevichi, inclusi Lenin, Trockij e Sverdlov, per il rilascio di Michail, ma senza alcun risultato. Nel giugno 1918, suo marito e Johnson furono fucilati dai loro carcerieri alla periferia di Perm'. Per coprire le loro tracce, le autorità di Perm' raccontarono una storia inventata secondo cui Michail era stato rapito da uomini non identificati ed era scomparso. Natal'ja andò da Urickij in cerca di una spiegazione, ma Urickij ordinò il suo arresto e incarcerazione. Natal'ja, durante la sua prigionia, decise di credere alle voci in cui si sosteneva che Michail stesse conducendo una controrivoluzione. Dieci settimane dopo la sua carcerazione, all'inizio di settembre, Natal'ja finse di aver sviluppato la tubercolosi e fu trasferita in una casa di cura. Una volta lì, è fuggita e si è rifugiata nell'appartamento del cognato con l'amica di famiglia, la principessa Vjazemskaja. Urickij era stato assassinato alla fine di agosto, e i bolscevichi stavano terrorizzando Pietrogrado in quello che più tardi fu chiamato il Terrore Rosso. La figlia di Natal'ja, "Tata", era stata arrestata e imprigionata, ma rilasciata dopo pochi giorni quando è diventato evidente che non sapeva dove si trovasse sua madre. Senza soldi né cibo, "Tata" si diresse verso l'appartamento di suo zio, e così fu casualmente riunita a sua madre.
Natal'ja Sergeevna Šeremetevskaja morì di cancro all'ospedale di carità Laennec di Parigi il 26 gennaio 1952 in condizioni di povertà, e venne sepolta nel cimitero di Passy nella capitale francese assieme all'unico figlio maschio Giorgio Romanov, conte Brasov, che morì all'età di vent'anni in un incidente automobilistico il 22 luglio 1931. Come la madre, la figlia Tata (1903 – 1969) si sposò tre volte. Nel 1921, a diciotto anni, sposò, contrariamente alla volontà materna, il futuro conduttore della BBC Val Gielgud, ma divorziarono nel 1923. In seguito sposò il compositore e critico musicale Cecil Gray, con il quale ebbe una figlia, Pauline (nata nel 1929), ma divorziò anche da quest'uomo. Il suo terzo ed ultimo matrimonio fu quello contratto con Michael Majolier, dal quale nacque una seconda figlia, Alexandra.

### Esilio
I tedeschi credettero alle voci diffuse secondo cui Michail era ancora vivo e complottarono per salvare Natal'ja dalla Russia nel tentativo di influenzare Michail. Tramite il consolato ucraino controllato dalla Germania, Natal'ja e sua figlia ottennero dei passaporti falsi. La figlia di Natal'ja usava il suo nome, mentre il suo era a nome di una suora, Frau Tania Klenow. Si recarono separatamente a Kiev, con Natal'ja travestita da suora. Erano ancora a Kiev quando la guerra finì con la sconfitta della Germania l'11 novembre 1918. Natal'ja e sua figlia, insieme alla principessa Vyazemskaya e al cognato vedovo di Natal'ja, Aleksej Matveev, che erano entrambi arrivati in città, fuggirono a Odessa nella speranza di poter scappare via mare. Due navi militari britanniche al porto, la HMS Nereide e la HMS Skirmisher, fornirono loro rifugio. A bordo della HMS Nereide arrivarono a Costantinopoli.
Natal'ja arrivò in Inghilterra tramite HMS Agamemnon. La madre di Johnson aveva affittato una casa, a Wadhurst, per la famiglia di Michail, e tutti i mobili e gli arredi immagazzinati a Paddockhurst furono trasferiti. Georgij arrivò da Copenaghen con la sua tata nella primavera del 1919, e fu mandato in un collegio inglese. La figlia di Natal'ja era iscritta in una scuola religiosa in Francia. Per i fondi, Natal'ja utilizzò i soldi dai conti bancari di Michail a Parigi e a Copenaghen e iniziò a vendere i suoi gioielli. Incontrò la madre di Michail, l'imperatrice madre, che era fuggita dalla Russia, a Londra, e il loro incontro questa volta fu cortese. Intanto continuarono a circolare voci sul destino di Michail. Nel 1920, "Tata" fu mandata al Cheltenham Ladies' College e Georgij fu iscritto alla Harrow School. Natal'ja si trasferì a Percy Lodge vicino a Richmond, nel Surrey.
Il 12 agosto 1921, la diciottenne Natal'ja sposò Val Gielgud, contro la volontà della madre e senza che lei lo sapesse. La figlia era in pausa scolastica e tornò a casa come se nulla fosse successo. Quando Natal'ja lo scoprì, ordinò a sua figlia di andare via di casa.
Nel 1924, non trovando ancora traccia di Michail, Natal'ja lo fece dichiarare legalmente morto il 5 luglio 1924. Ereditò la sua proprietà in Gran Bretagna, che era valutata a sole 95 sterline. Il mese successivo, il cugino di Michail, il granduca Kirill Vladimirovič, si dichiarò Imperatore sulla base del fatto che aveva ereditato il trono al momento della morte dell'Imperatore precedente, nonostante l'abolizione della monarchia russa da parte dei comunisti. Nel 1928 diede a Natal'ja il titolo di Principessa, seguito nel 1935 dallo stile "Sua Altezza Serenissima la Principessa Romanovskaya-Brasova". Nominò anche Georgij principe. La rivendicazione di Kirill al trono venne accolta con opposizione all'interno della famiglia Romanov perché alla sua nascita sua madre era una luterana e non un membro della Chiesa ortodossa russa. Inoltre aveva sposato la principessa Vittoria Melita di Sassonia-Coburgo-Gotha, che era una divorziata e sua cugina di primo grado, senza il consenso dell'Imperatore. La legge della Camera che determinava la linea di successione russa escludeva i principi nati da madri non ortodosse e i principi che si sposavano senza il consenso dello Zar. La Chiesa ortodossa russa non riconobbe il divorzio di Vittoria Melita e non permetteva il matrimonio tra primi cugini. Il titolo di Kirill, e per estensione quello di Natal'ja e Georgij, furono riconosciuti solo dai sostenitori di Kirill.

### Morte
Per risparmiare, nel 1927 Natal'ja si trasferì a Parigi dove il costo della vita era inferiore a quello di Londra. Georgij la raggiunse, ma rimase ucciso dopo un incidente d'auto nel 1931. Lei era al suo capezzale quando morì, sebbene non avesse ripreso conoscenza dopo l'incidente. Era emotivamente devastata.
Natal'ja ha continuato a tentare di recuperare i beni di Michail. Il governo polacco aveva sequestrato la proprietà polacca di Michail e Nata'ja li ha citati in giudizio per la restituzione o il risarcimento. Con la pace di Riga, i polacchi avevano diritto a qualsiasi proprietà imperiale nell'ex Polonia russa, ma Natal'ja fece notare che Micha'jl era già morto prima della pace, e quindi qualsiasi proprietà di Michail in Polonia era legalmente sua, come cittadino comune. Nel 1937, la corte si pronunciata contro di lei. Nel 1938, ricevette un compenso dai tribunali tedeschi, quando la proprietà dello zar in Germania fu divisa tra tutti i suoi eredi, ma l'iperinflazione ne aveva ridotto il valore. Ha continuato a vendere tutto ciò che poteva nel disperato tentativo di raccogliere denaro.
Durante la seconda guerra mondiale, Natal'ja e sua figlia furono separate poiché Natal'ja viveva a Parigi e sua figlia era in Gran Bretagna. Non furono in grado di comunicare tra loro fino al dopoguerra, quando Natal'ja era senza un soldo e viveva come rifugiata in un ripostiglio in soffitta. Il 23 gennaio 1952, morì di cancro all'ospedale di beneficenza Laënnec a Parigi in completa povertà, e fu sepolta nel cimitero di Passy accanto a suo figlio.